# Abraham et les trois anges
Abraham et les trois anges est un tableau réalisé par le peintre français Marc Chagall en 1960-1966. Cette huile sur toile représente Abraham debout à côté de trois anges attablés. Elle est conservée au musée Marc-Chagall, à Nice.